# Gervásio Fioravanti Pires Ferreira
Gervásio Fioravanti Pires Ferreira (Recife, 13 de fevereiro de 1870 — 13 de agosto de 1936) foi um advogado, professor, político e poeta brasileiro.
Fundador da Academia Pernambucana de Letras, ocupou a cadeira 5, que tem Natividade Saldanha como patrono. Participou do primeiro número da Revista da Academia, em maio de 1901. Presidiu a Academia entre 24 de novembro de 1904 e 14 de dezembro de 1905.

## Atividade profissional
- Professor de Direito Penal na Faculdade de Direito do Recife;
- deputado federal por Pernambuco;
- Promotor Público da comarca do Recife.[3]

## Livros publicados
- Os meses (1895);
- Horas marianas (1927);